# Jakob Aljaž
Jakob Aljaž, slovenski rimskokatoliški duhovnik in skladatelj, * 6. julij 1845, Zavrh pod Šmarno goro, † 4. maj 1927, Dovje na Gorenjskem.

## Življenje
Jakob Aljaž  se je rodil v Zavrhu pod Šmarno goro. Bil je šesti izmed desetih otrok kmetov kajžarjev Antona Aljaža in Elizabete (Špele) Jarc, po domače Bačnikovih. Po ljudski šoli v Smledniku je šolanje nadaljeval v Ljubljani, najprej na (normalki) - osnovni šoli, potem pa v nemški gimnaziji. Leta 1866 je na Dunaju začel študirati grščino, latinščino in staro cerkveno slovanščino. Želel je postati profesor, a ko ga po očetovi smrti družina pri študiju ni mogla več podpirati, je na materino željo začel študirati bogoslužje in bil 31. julija 1871 posvečen v novomašnika. Do leta 1880 je kot kaplan služboval v Tržiču, nato je dobil mesto župnika na Dobravi pri Kropi, leta 1889 pa je bil premeščen na Dovje, kjer je ostal do svoje smrti leta 1927.
Aljaž je imel pomembno vlogo pri razvoju slovenskega planinstva. Planinaril je rad že v svoji mladosti. Kot dijak se je povzpel na Blegoš, Kum in Storžič, v času službovanja v Tržiču pa tudi na Begunjščico. Na Triglav se je prvič povzpel leta 1887, vodil pa ga je Franc Skumavec – Šmerc. Prenočila sta v Dežmanovi koči, ki jo je tega leta postavila nacionalistično usmerjena kranjska sekcija Nemško-avstrijskega planinskega društva in jo poimenovala po politiku, arheologu in kustosu ljubljanskega muzeja Dragotinu Dežmanu. Prav to je Aljaža spodbudilo, se je odločil Slovencem ohraniti Triglav. 

## Delo
Jakob Aljaž je dolgo gojil misel, da bi na vrhu Triglava postavil majhen stolp, ki bi služil kot planinsko zavetišče. Pozimi 1894/1895 je v župnijski sobi na Dovjem sam izdelal načrt stolpa in ga začrtal s kredo na tla. Kot župnik na Dovjem in planinec je za en goldinar kupil vrh Triglava, s tem pa si je zagotovil pravno nesporno gradnjo skromnega zavetišča, imenovanega Aljažev stolp na vrhu Triglava. Gradnjo stolpa je zaupal Antonu Belcu iz Šentvida pri Ljubljani. Ta je izdelal stolp iz šestih delov, ki so jih z vlakom prepeljali v Mojstrano, nato pa jih je 6 nosačev v enem tednu znosilo na Triglav. Stolp so postavili v petih urah 7. avgusta 1895. Vse stroške izdelave, 300 goldinarjev, je prevzel Jakob Aljaž. Nakup zemljišča in izgradnja stolpa sta Aljažu prinesla pravi pravdarski spopad z nemškimi organizacijami, ki so se ga lotile s trditvijo, da je ob izgradnji stolpa uničil podzemno triangulacijsko točko prvega reda. Z obtožbami so želeli doseči podrtje stolpa, a se je Aljaž obtožbam uprl. Obravnava je trajala pol leta, zasliševali pa so kmete, planince, lovce in vodnike. Aljaž je trdil, da je civilni inženir postavil na vrhu Triglava leseno piramido za meritve, ki pa je bila zaradi vremena kmalu uničena. 
Njegovo zgodbo sta potrdila tudi Janez Klinar - Požganc in Gregor Legat. To so potrdili tudi na sodišču. Dogovorili pa so se, da se pod stolp zakoplje škatlo s pergamentom, ki bo služila kot resnična triangulacijska točka. Tako pa bi prešel stolp pod cesarsko varstvo. Kasneje je Jakob Aljaž predal stolp Slovenskemu planinskemu društvu.
Bil je tudi pobudnik in graditelj drugih planinskih objektov: Aljaževega doma v Vratih ter kapele in koče na Kredarici, zavarovane planinske poti med Malim in Velikim Triglavom in Tominškove poti iz Vrat na Kredarico. Njegovo delo je tudi Staničevo zavetišče tik pod vrhom Triglava. Septembra, po odprtju stolpa, je bil Jakob Aljaž ponovno na Triglavu, kjer je iskal primerno mesto za kočo. Z izbiro mesta koče je povezana zgodba, da naj bi Jakob Aljaž pri spustu obsedel na Malem Triglavu in na Kredarici zagledal dva gamsa, tako se je odločil, da kočo postavi na Kredarici. 9. septembra leta 1895 je podpisal kupno pogodbo z občinama Dovje in Mojstrana, za več oralov je odštel 5 goldinarjev. Koča je bila slavnostno odprta 10. avgusta 1896. Kapela ob koči je bila posvečena Lurški Materi božji. Tudi zaradi koče in kapele se je Aljaž zapletel v tožbe z Nemci, ki pa so postopek izgubili.
Istega leta kot koča na Kredarici je bila postavljena tudi koča v Vratih. Tudi to kočo je financiralo Slovensko planinsko društvo. Koča naj bi služila kot zatočišče tistim, ki bi hoteli na Triglav čez Prag.
Njegovo vsestransko delovanje se je razširilo tudi na skladateljevanje. Njegovi najbolj znani pesmi sta Oj, Triglav, moj dom, ki jo je uglasbil leta 1896, objavil pa v svoji Slovenski pesmarici II leta 1900. Besedilo pa je že leta 1894 napisal župnik Matija Zemljič iz Gornje Radgone in ga  v istem letu objavil v rokopisnem bogoslovnem glasilu Lipica v Mariboru, kjer je takrat služboval. Druga taka pa je iz nemščine prevedena božična pesem Sveta noč. Uglasbil je tudi nekaj pesmi Simona Gregorčiča.
Na Dovjem so postavili njegov kip, ki kaže proti Triglavu, njegov doprsni kip je pred osnovno šolo v Mojstrani in spominsko obeležje je tudi v njegovi rojstni vasi.
Banka Slovenije je v njegov spomin izdala jubilejne kovance za 5, 500 in 5000 tolarjev.